# Patrice Barrat
Pour les articles homonymes, voir Patrice Barrat (journaliste) et Barrat.
Patrice Barrat est un footballeur français, né le 8 mai 1947 à Nanterre (Seine).
Ce défenseur puissant et volontaire, pouvant également jouer au milieu de terrain, fut international amateur.

## Carrière
- 1964-1972 : Limoges FC
- 1972-nov. 1976 : Girondins de Bordeaux
- nov. 1976-1977 : FC Bourges
- 1977-1982 : Limoges FC[1]